# Bidtelia

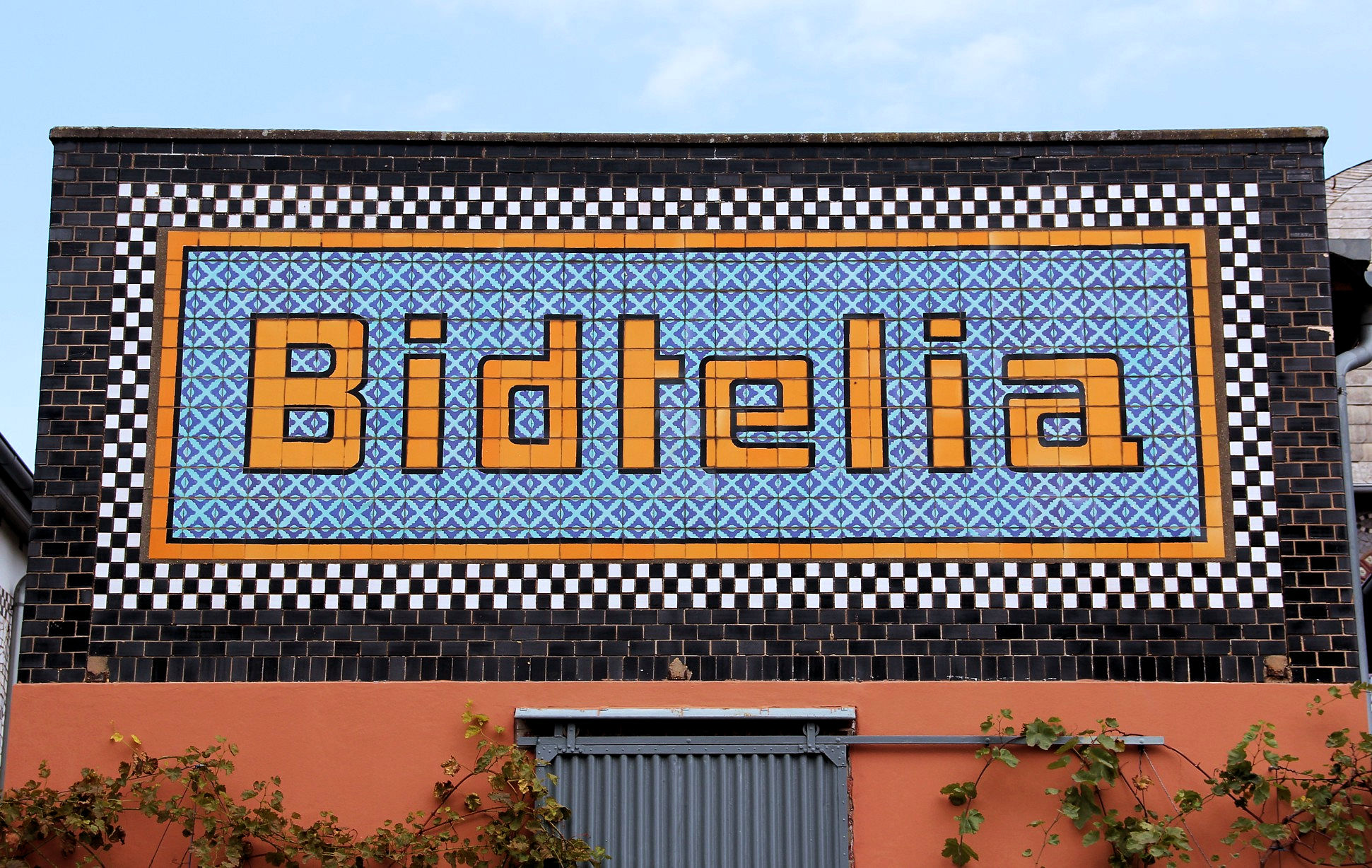
Historisches Firmenschild der Bidtelia aus Keramik

Die Keramische Fabrik „BIDTELIA“ Meißen GmbH ist ein in Meißen ansässiges Unternehmen, das seit 1861 keramische Farben und Glasuren für die verschiedensten Anwendungsbereiche herstellt. Heute produziert es in zwei Geschäftsbereichen keramische Farben und Glasuren sowie keramische Filter. Der Firmenname Bidtelia weist auf den einstigen Firmengründer Johann Georg Julius Bidtel (* 31. August 1825; † 21. Januar 1891) hin.

## Geschichte

### Vor 1945
Der Apothekenbesitzer Julius Bidtel gründete am 14. März 1861 die Bidtelia und stellte vorerst pharmazeutische und photographische Chemikalien her. 1869 baute er auf der rechtselbischen Seite im Meißner Stadtteil Cölln eine Fabrik und produzierte dort Superphosphat. Bidtel befasste sich in seinen Laboratorien mit der Entwicklung von Chemikalien für die keramische Industrie. Ab 1885 waren dann keramische Farben, Glasuren aber auch Düngemittel im Sortiment. Als Hauptabnehmer der keramischen Farben und Glasuren hatte Julius Bidtel die in Meißen von den Gebrüder Teichert gegründeten Kachelofenfabriken im Visier. Er hatte Erfolg, denn in dieser Zeit wuchs zunehmend das Interesse an farbigen Ofenkacheln und der einst spätklassizistische weiße Porzellanofen kam aus der Mode.
Im Jahre 1888 trat Bidtels Schwiegersohn der Chemiker Emil Theodor Felix Ohm (* 10. Juli 1858; † 14. November 1939; Promotion 1891) zunächst als Prokurist in die Firma ein. Nach dem Tod von Julius Bidtel 1891, übernahm er die Geschäftsleitung und nach dem frühen Tod seiner Ehefrau Auguste Elisabeth Ohm im Jahre 1905, übernahm er als Alleininhaber die Fabrik. Es folgte eine Sortimentsumstellung. Man orientierte sich nun fast ganz auf die Herstellung von keramischen Farben und Glasuren, die Herstellung von Düngemitteln wurde 1900 endgültig aufgegeben. Durch Grundstücksankäufe konnte die Firma ab 1891 vergrößert werden. Felix Ohm konzentrierte sich immer mehr auf eine entsprechende keramische Entwicklung sowie Weiterentwicklung von Erzeugnissen. Er meldete zahlreiche Patente, wie zum Beispiel für nichtschmutzende Farben an. In Meißen war 1888 eine weitere größere Fabrik der Ofenindustrie hinzugekommen, die ab 1891 nun auch industriell hergestellte Wandfliesen produzierte. Auch hier setzten sich immer mehr farbige Glasuren durch. Der Jugendstil mit seinen ästhetischen Möglichkeiten half der glasierten farbigen Wandfliese ebenfalls zum Durchbruch.
Mit Weiterentwicklungen von effektvollen Laufglasuren in zarten Pastelltönen oder sanft schimmernden Kunstglasuren konnte Ohm begeistern. In der Bidtelia gab es in dieser Zeit auch eine eigene bauchemische Versuchsabteilung, die von namhaften Bildhauern wie zum Beispiel Richard Kuöhl geleitet wurde. In dieser Abteilung machten Künstler wie Theo Schmuz-Baudiß, Karl Groß oder Wilhelm Kreis ihre technischen Studien. Felix Ohm orientierte sich in seinen Entwicklungen auch an der alten vorderasiatischen Baukeramik. Nachfrage und Umsatz wuchsen. Während die Bidtelia im Jahre 1900 nur eine Produktion von etwa 10 Tonnen an keramischen Farben und Glasuren hatte, waren es 1939 bereits 600 Tonnen Glasuren und 35 Tonnen Farbkörper die hergestellt wurden. Man belieferte damals die gesamte deutsche keramische Industrie. Die Lieferungen in europäische Länder und nach Übersee betrugen im Jahre 1939 knapp 40 Prozent vom Gesamtumsatz. Im November 1939 verstirbt Felix Ohm. Seine letzten Entwicklungsarbeiten bezogen sich auf die Wiederentdeckung der orientalischen Baukeramik mit lebhaften Türkisfarben und der alt-ägyptischen farbigen Engobe-Technik in einer neuzeitlichen technischen Vollkommenheit.

### Nach 1945
Nach dem Ende vom Zweiten Weltkrieg wurde 1945 der gesamte Betrieb enteignet und sollte komplett demontiert werden. Noch während der Demontage wurde der Befehl wieder rückgängig gemacht und es erfolgte der Wiederaufbau. Bereits 1955 hatte die Produktion wieder den Vorkriegsstand erreicht. Der nun als VEB Keramisches Glasuren- und Farbenwerk Meißen produzierende Betrieb nahm noch weitere Produkte, wie Kupferoxid, Kupferkarbonat und Nickeloxid in sein Sortiment auf. 1974 wurden dem Betrieb noch zwei private, nun verstaatlichte keramische Betriebe zugeordnet. 1983 erfolgte der Zusammenschluss mit dem VEB Filterwerk Meißen, einem Betrieb der keramische Filter herstellte, zum VEB Keramisches Farben- und Filterwerk Meißen. In den 1980er Jahren gehörte dieser Betrieb zum Kombinat Elaskon. Am 1. Januar 1993 erfolgte die Privatisierung als Keramische Fabrik „BIDTELIA“ Meißen GmbH. Heute stellt man weiterhin das traditionelle sowie ein ergänztes Farbkörper- und Glasursortiment her. Zudem ist 2001 die Herstellung von Zierkeramik als neuer Geschäftszweig hinzugekommen.

Bauwerke mit keramischen Farben und Glasuren der Bidtelia
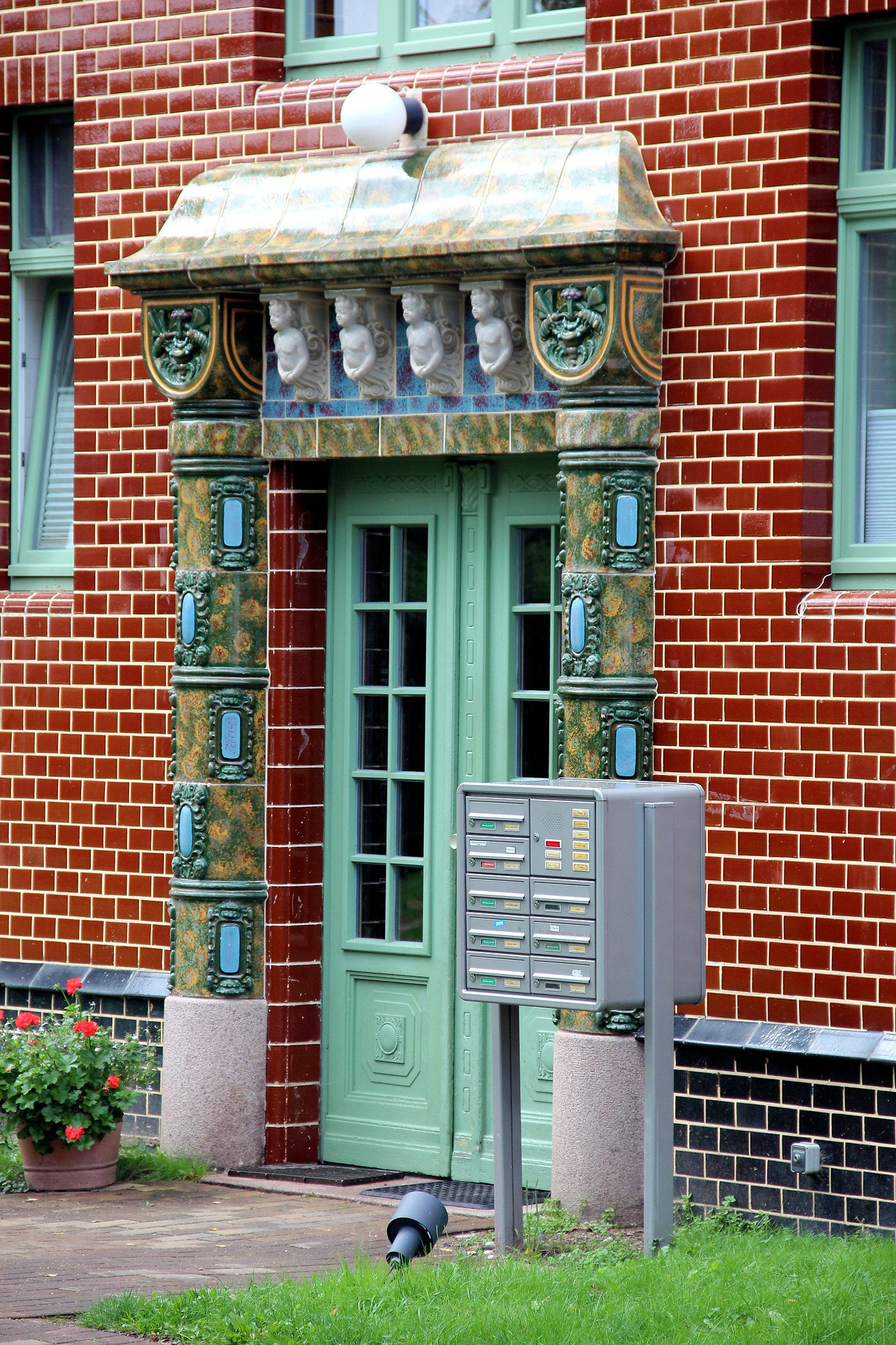
Hauseingang mit keramischen Schmuck in der Brauhausstraße
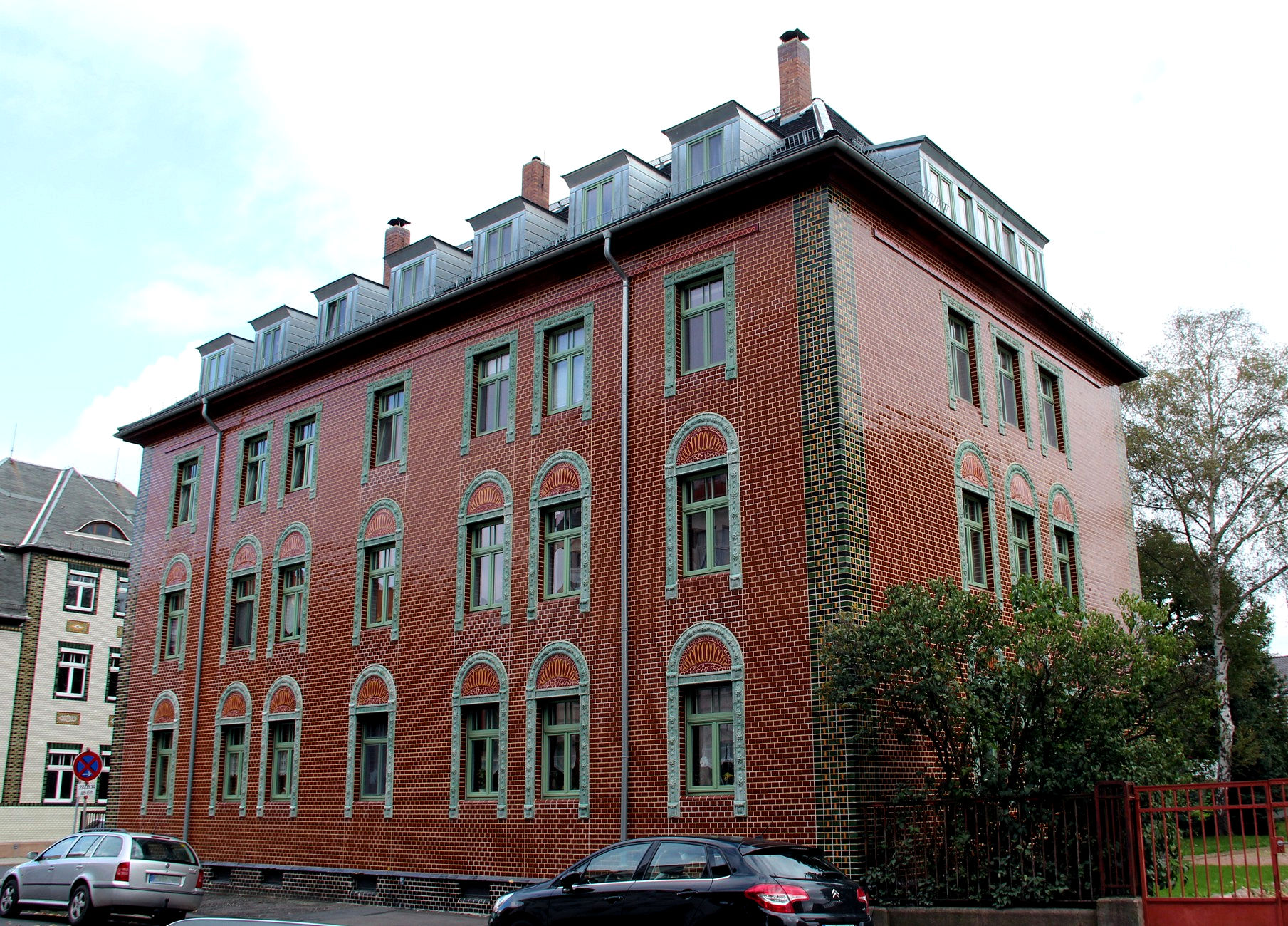
Wohnhaus gegenüber der Bidtelia in Meißen
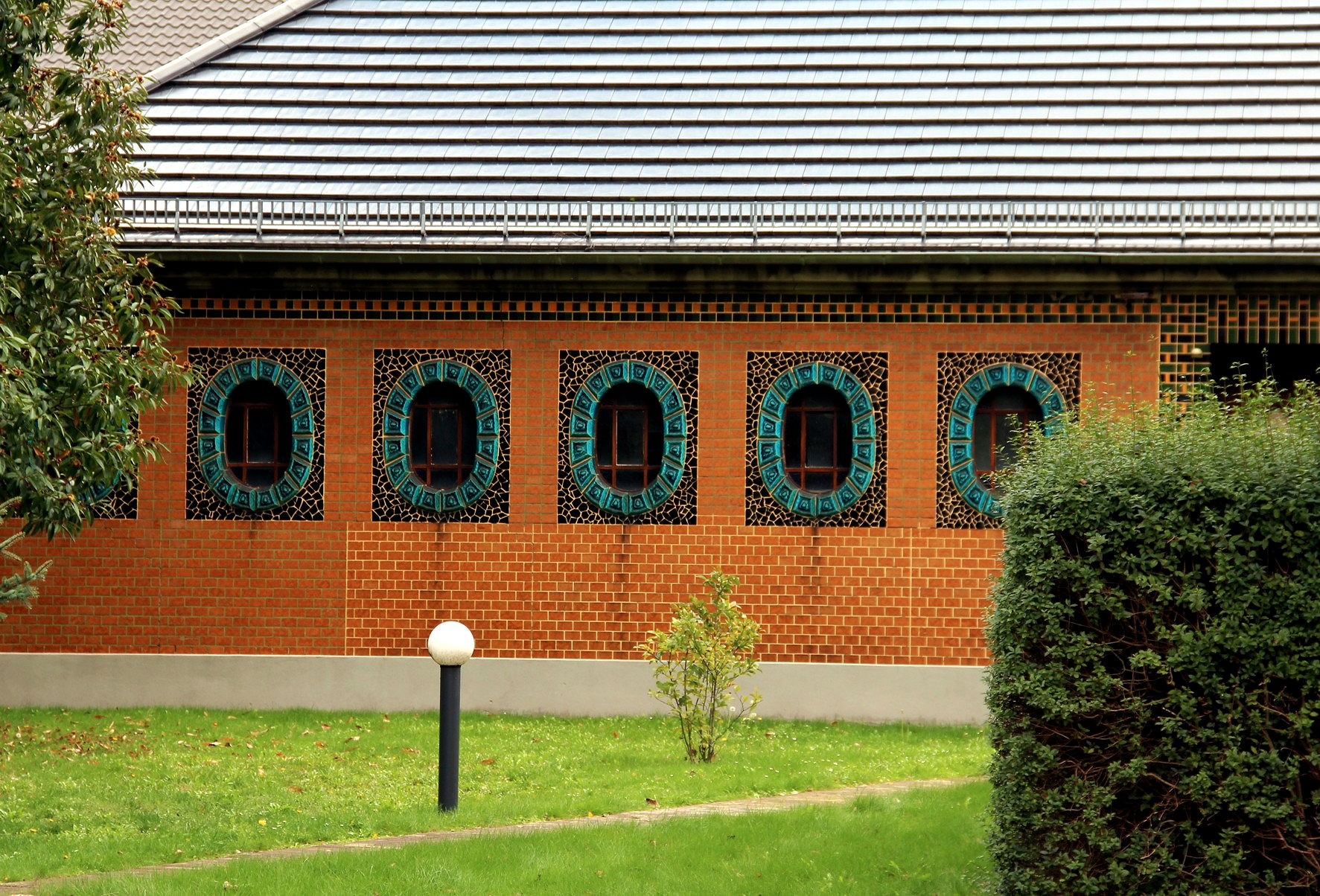
Keramische Fensterfront an der Großgarage in der Brauhausstraße Meißen
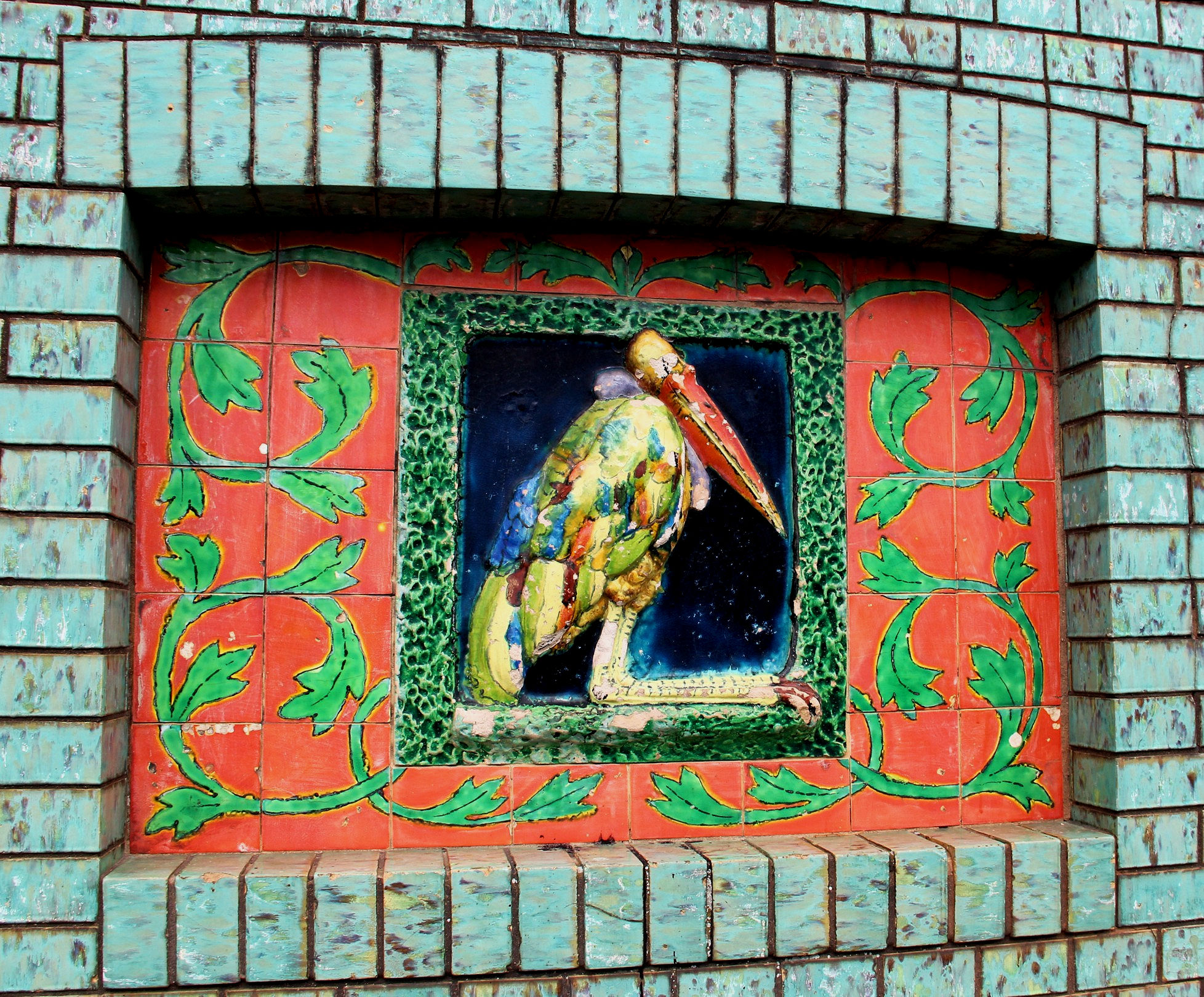
Fabrikmauer der Bidtelia mit einem Marabu aus Keramik
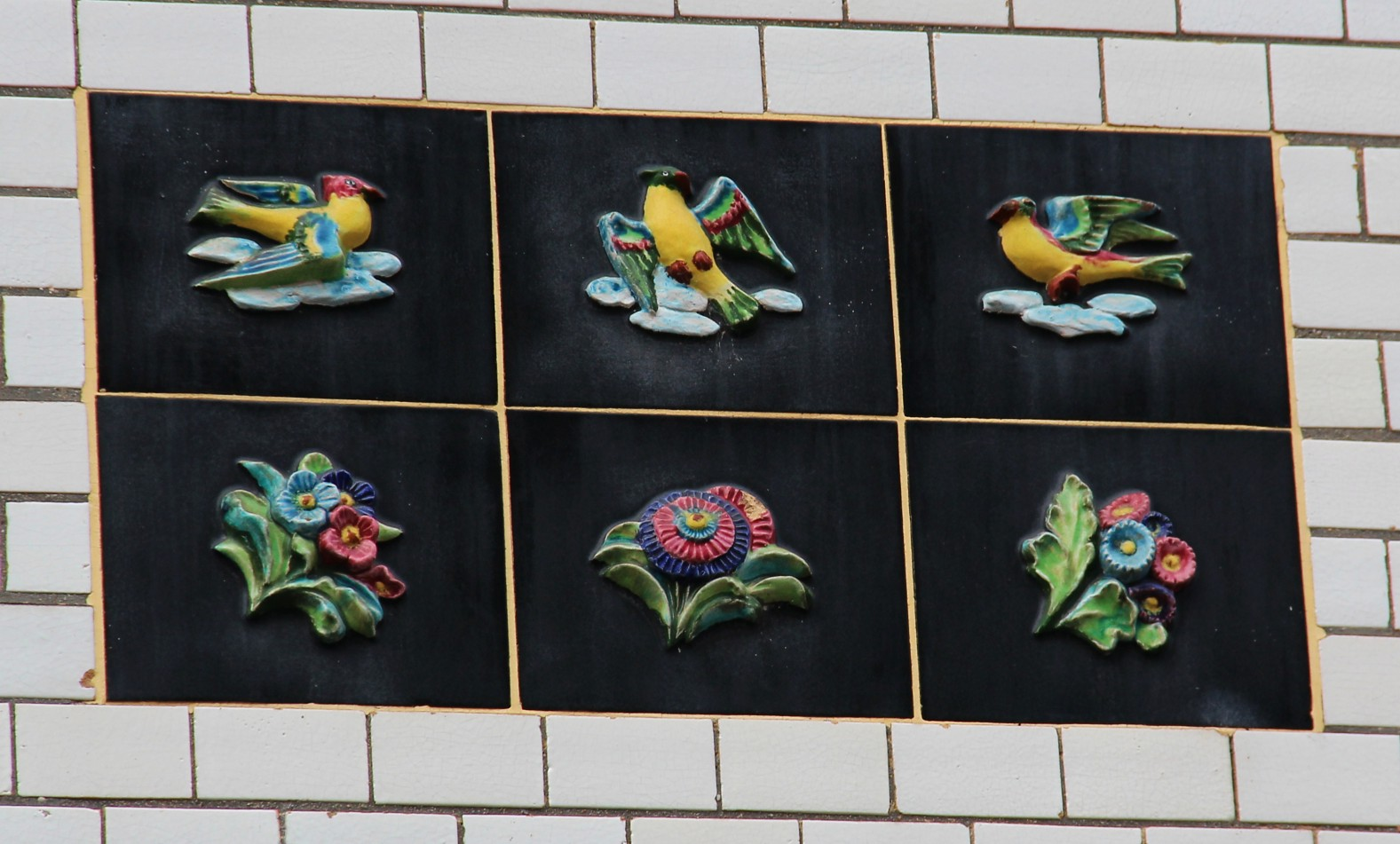
Keramische Details am Fabrikgebäude der Bidtelia
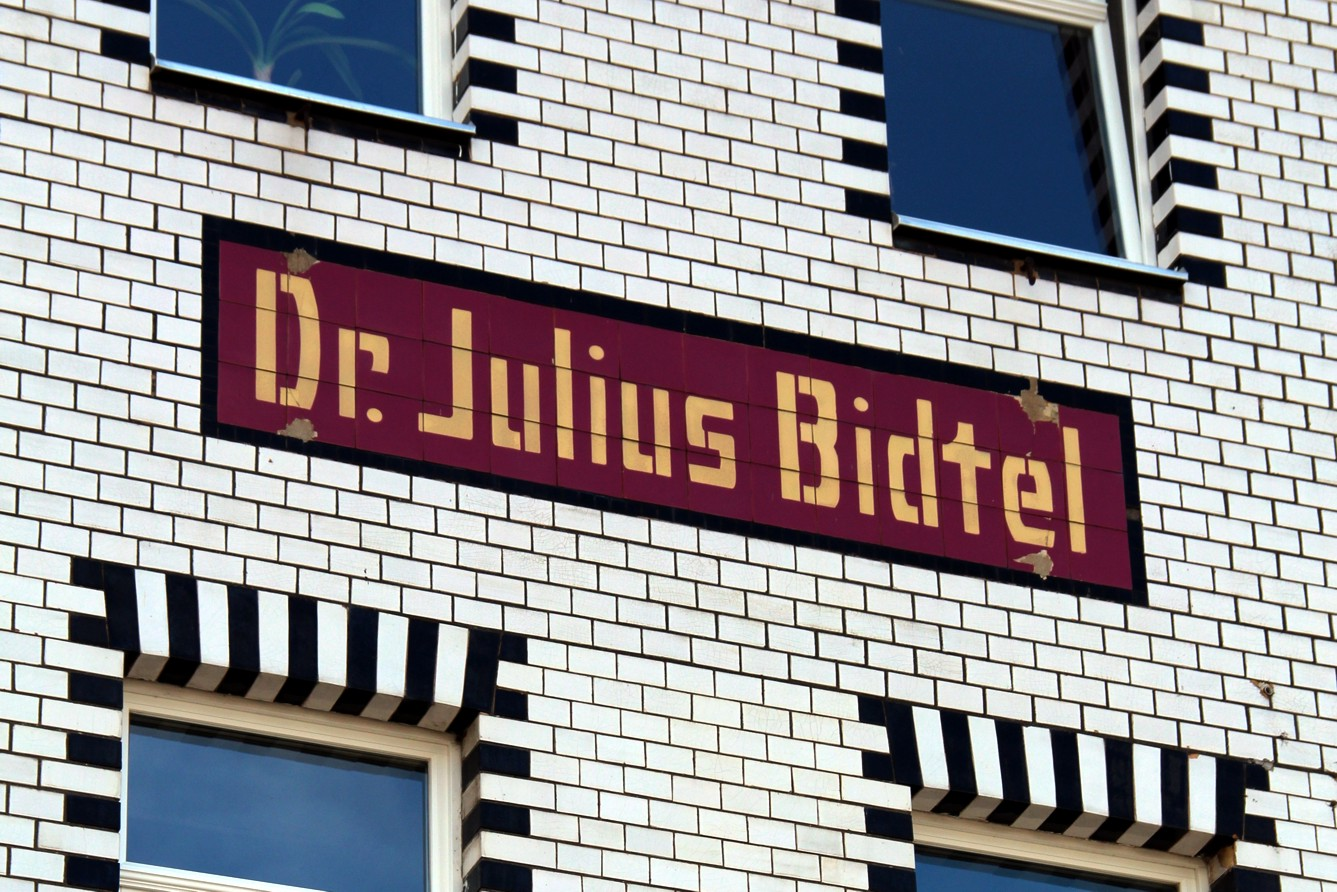
Detail der Fassade an der Fabrikstraße in Meißen
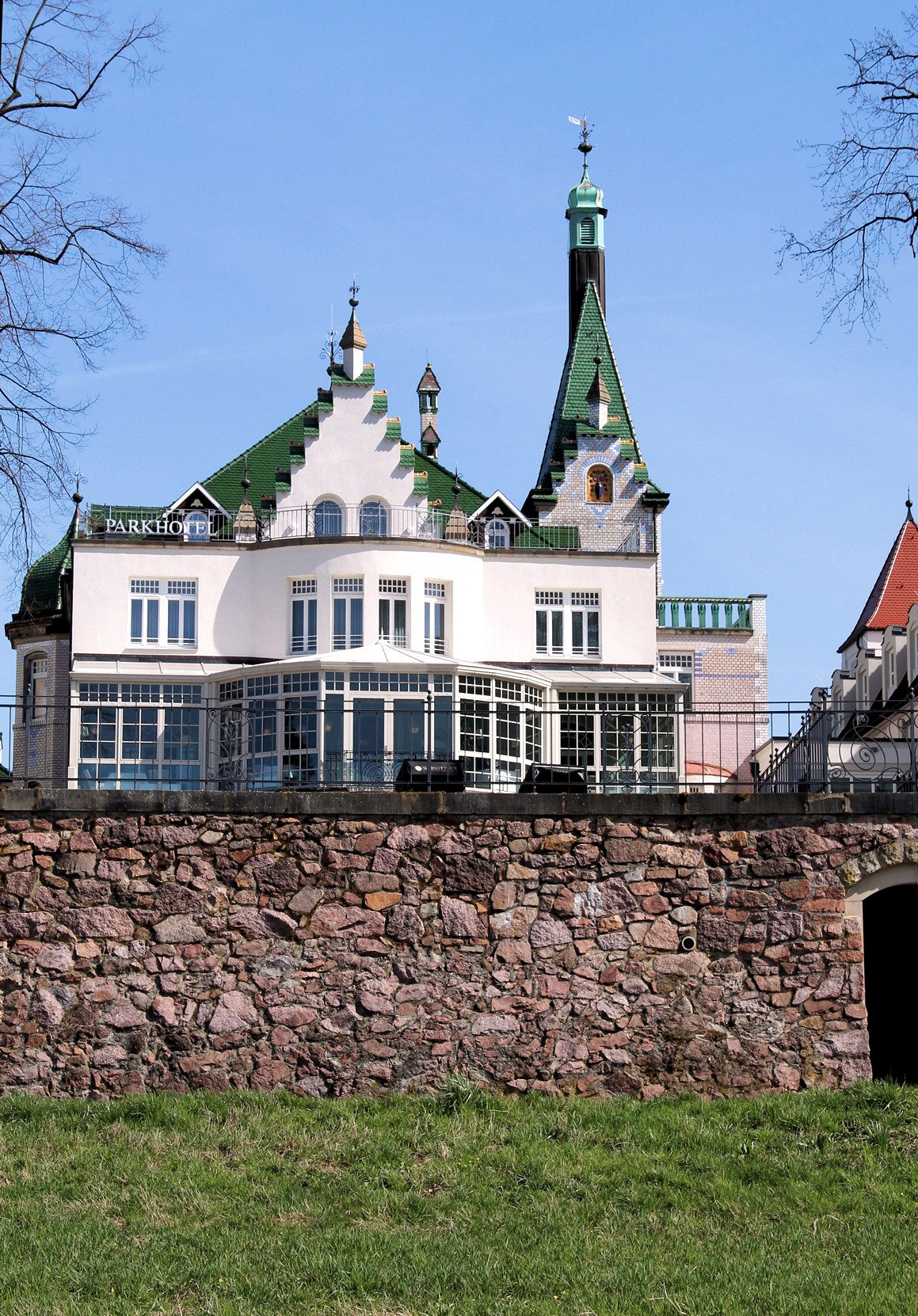
Die ehemalige Villa Ohm in Meißen

## Sonstiges
Aufmerksamkeit erregten die einst als „Freiluft-Musterkarten“ bezeichneten verschiedenen Bauwerke in Meißen, welche mit ihren farbigen glänzenden Glasuren noch heute im Stadtbild zu erleben sind. Auf dem Betrachter wirken sie dabei nicht nur jugendstilhaft, sondern auch gleichzeitig orientalisch. Die einzelnen Bauwerke waren und sind dabei nicht nur Muster der Erzeugnispalette, sondern gleichzeitig Testobjekte der Bidtelia. Das Fabrikgebäude, der Schornstein, das Beamtenhaus mit Großgarage, die Fabrikmauer oder das als „Ohm’sche Villa“ bezeichnete Gebäude an der Elbe, wurden unter Anwendung von farbiger Baukeramik erbaut. Die Fassaden Dächer und Mauern sind bis heute witterungsbeständige Erzeugnisse geblieben, deren Farben in über einhundert Jahren kaum etwas von der einstigen Leuchtkraft und dem Glanz verloren haben. Einige Objekte gingen allerdings in den 1950er Jahren sowie in den 1990er Jahren verloren und einige benötigen dringend eine Restaurierung. Erlebbar geblieben sind heute:
- Die heute als Hotel betriebene „Ohm’sche Villa“ (1899) in der Hafenstraße 27.
- Der im Jugendstil erbaute Fabrik-Komplex der Bidtelia in der Fabrikstraße und Brauhausstraße nebst Schornstein und die Fabrikmauer (beide 1903) mit reliefartiger Skulptur (Marabu).
- Das ehemalige Kontorgebäude, Fabrikstraße (1911).
- Das ehemalige Beamtenhaus mit Großgarage (beide 1936), Brauhausstraße 20.
- Wohnhaus, Brauhausstraße 21.

Zahlreiche Jugendstilornamente sind als bauplastische Reliefs in den verschiedensten Formen an den Fassaden der Gebäude zu finden. Bemerkenswert ist auch die orientalische Wirkung der beiden keramischen Werbeflächen mit der Inschrift Bidtelia auf dem Fabrikgelände an der Brauhausstraße.